# VenusBlood -HYPNO-
『VenusBlood -HYPNO-』(ヴィーナスブラッドヒュプノ)は2014年11月28日にdualtailより発売された拠点侵略&魔王洗脳触手SLGであり、『VenusBlood』シリーズの第八作目にあたる。
萌えゲーアワード2014金賞ゲームデザイン賞受賞タイトル。
2019年2月22日には本作の後日談である『VenusBlood AfterDays Episode:3 業炎の花嫁』と『VenusBlood AfterDays Episode:4 竜の歌姫』、カオスルートを元にした『VenusBlood DarkChronicle Episode:1 堕ちた竜姉妹』がそれぞれ発売された。
また、2020年7月には『Venus Blood HOLLOW』というタイトルの英語版を開発するためのクラウドファンディングが立ち上げられた。

## ストーリー
かつて女神エルトナが治めていた聖なる大地ヘルヴェティアは地の底イシュタの魔族に侵略され、女神や天使は魔族の武器・タクティカに変えられたり、同士討ちをさせられたりした。その後、4人の魔王によって土地は分割支配されていた。魔王カルヴィアの直属部隊の隊長であるレオンハルトはいつか帝国を打ち倒し、自分の国を作ることを目論んでいた。またカルヴィアの妹であるシルヴィアは帝国の腐敗や民の不幸を嘆いていた。2人が出会ったことで物語は動き出す。

## ゲームシステム
基本システムはこれまでと同じだが、フォースゲージが師団単位に割り当てられるなどの変更が施された。
また、特定のヒロインが悪堕ちするか否かでロウルートかカオスルートに分岐するようになった。

## 登場人物
レオンハルト・アルクノア
本作の主人公。ヴァルガニア帝国・皇帝直属部隊疾黒装隊の部隊長。元々はイシュタにあった国の王子であったが、カルヴィアに国を滅ぼされ、霊想兵器（レイスユニット）と呼ばれる生体兵器に改造された。
吸収を司る暴蝕の魔皇（グラズ・サタナス）というタクティカを持つ。

シルヴィア・ハマルティア
声 - 御苑生メイ
ヴァルガニア帝国皇帝カルヴィアの妹。人間と魔族の共存を目指している。
悪墜ち後は淫靡な性格となる。一方、狂堕ち後は神力を失い、娼婦のようになってしまう。
所有タクティカは浄化を司る月天の雫（セレスティア）。このタクティカはある天使の魂でできており、シルヴィアが手にするまで誰も使うことができなかった。

ジュデッカ・ローズクォーツ
声 - 東かりん
シルヴィアの補佐官。
狂堕ち後は気に入った男を氷漬けにしてコレクションするようになる。
所有タクティカは凍結を司る凍土地獄（ヘルズ・ヘイム）。

アノーラ・アルクノア
声 - 青葉りんご
疾黒装隊の隊長補佐官。レオンハルトの従兄妹。
所有タクティカは洗脳を司る漆黒宴の礼装（スクレッツァ）。

ノエル
声 - 咲ゆたか
レオンハルトの部下で、疾黒装隊の分隊長を務める。
所有タクティカは防御を司る大地の深緑（ヴェール・グラウンド）。

カルヴィア・クルルセヴニ
声 - ももぞの薫
ヴァルガニア帝国の皇帝。現世代の魔族野中でも最強と言われており、女神を倒した実力を持つ。気に入らぬ者を処刑する様から魔帝として恐れられている。
悪堕ち後は性への誘いを周囲へ撒き散らすようになってしまう。 狂堕ち後は王としての尊厳を失い、主の命令に従うだけになってしまう。
所有タクティカは呪縛を司る万象奈落（ルチーフェロ ）。

セリアス
声 - 富樫ケイ
ヴァルガニア帝国軍を統括する大将軍。
狂堕ち後は殺すことしか考えられなくなってしまう。
所有タクティカは斬撃を司る煉華斬獄（アシュケローム）。

ハムド
声 - 錫宮那由太
ヴァルガニア帝国の重鎮。
衰退を司る死渇（カスベラ）と枯渇を司る獄門（エスケレト）の2つのタクティカを持つ。

エレアノール・ド・ヴィクトリカ
声 - 佐藤玲羅
死と霊想科学の国ネクログラードの魔王。
悪堕ち後はテトラの魂との共鳴の結果、機械と魔術をハイレベルで同時に操れるようになっている。 狂堕ち後は幼児退行をおこしてしまう。
所有タクティカは属性付与を司る死限の祭祀書（ラウ・レル・フリードリヒ）。

テトラ
声 - 渋谷ひめ
エレアノールが製造したゴーレム兵
狂堕ち後は感情をなくし、ただの殺戮兵器となってしまう。
所有タクティカは振動を司る死響狂刃（ヘイトスクリーム） 。

ツバキ
声 - 安堂りゅう
独自の東国文化を持つ羅刹国の魔王で百鬼王と呼ばれる。
狂堕ち後は凶悪さがさらに増している。
所有タクティカ雷撃を司る雷王丸（らいおうまる）。

アヤメ
声 - 桃也みなみ
羅刹国の宰相。
狂堕ち後は性快楽の虜になってしまっている。
所有タクティカは水を司る水光接天（すいこうせってん） 。

ジュリア・フォン・アークロンド
声 - ヒマリ
竜の棲まう強国アークロンド公国の魔王で焔竜王と呼ばれる。
悪堕ち後はレオンハルトを旦那様と呼び、花嫁衣裳のような服を着るようになる。過去作と比較しても最も悪堕ち前後の姿が異なる。狂堕ち後は身体を触手に侵食されてしまう。
所有タクティカは爆炎を司る紅炎極槍（プロミネンス・ボルグ）と火炎を司る灼熱の暴炎風（アルヴィリティ・ストーム）。
洗脳されたルートの後日談である『業炎の花嫁』では、雌豚嫁を自称し、レオンハルトを主と見なす。
洗脳されずに済んだルートの後日談である『竜の歌姫』では、レオンハルトに嫁いだ妹を心配する。
『堕ちた竜姉妹』では狂堕ちした状態で登場しており、有翼者と無翼者の立場を逆転させる施策をとり、自らも有翼者の雌が集められた娼館に勤務する。

リーゼ・フォン・アークロンド
声 - 星空ユメ
ジュリアの妹。
狂堕ち後は姉と同じく触手に侵食されてしまう。
所有タクティカは加護を司る銀翼の旋律（フェリチタ） 。
『業炎の花嫁』では、姉の立場をたてるため、側妾としてレオンハルトに尽くす。
『竜の歌姫』では、洗脳されることなく妻としてレオンハルトに尽くす。
『堕ちた竜姉妹』では、狂堕ちした状態で登場しており、姉と共に娼婦の仕事をこなす。

ルセリ
声 - 藤堂みさき
女神エルナトに仕えていた上位天使。魔族の支配からヘルヴェティアを解放するために、残った人々を助けながら戦力を集めると同時に、ある人物を探している。

アルミランダ
声 - 榊木春乃
ヘルヴェティアの地下にある、イシュタの深層を支配する悪魔。

ナハトゥ
声 - 中田樹ユロヒカ
身長 - 172cm
イシュタ表層・魔の荒野に隠れ住む隠者。

## 制作

### インターナショナル版『Venus Blood HOLLOW』
2018年の『VenusBlood-FRONTIER-』のインターナショナル版制作に向けたクラウドファンディングの際、次にインターナショナル版を制作してほしい作品のアンケートを取ったところ、本作に1番多く票が集まった。
また、インターナショナル版にあたる『HOLLOW』の製作に当たっては、シナリオやキャラクターの追加がストレッチゴールとして用意された。

## スタッフ
- 監督・ゲームデザイン - け～まる
- 企画・製作 - dualtail
- 原画 - トシぞー、丹下ゲンタ、熊虎たつみ、空維深夜
- ミニキャラ原画 - 塩屋染、他
- シナリオ - 青木きりん、イルカ、け～まる
- 演出スクリプト - 樋舘誠
- バトルスクリプト - ミスターＮ
- プログラム - tomsan
- サウンド - solfa
- ムービー - KIZAWAstudio
- アートディレクター - ツギノミヤ
- グラフィッカー - トラ（監修）、ちゅるり、るいるい、塩屋染
- グラフィック協力 - フューチャーハンズ
- DTP・ディレクター補佐 - JUN

## 主題歌
OP主題歌『hallucinate』
作詞 - 天ヶ咲麗（solfa）
作編曲 - 伊吹ユキヒロ（solfa）
歌 - nao
挿入歌 - Let Us Cling Together
作詞 - 天ヶ咲麗
作編曲 - iyuna
歌 - solfa feat.iyuna

## 反響
「Getchu.com」による「美少女ゲーム大賞2021」では、『 VenusBlood HOLLOW International』が総合部門の14位にランクインした。